# Desembarque na enseada Anzac

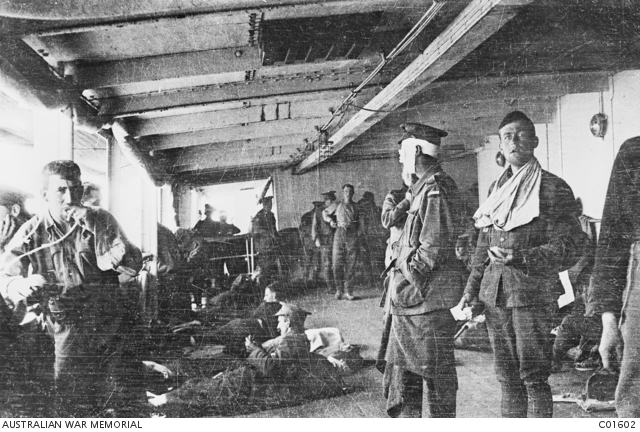
Homens feridos 3 dias após o desembarque em Gallipoli. Memorial de Guerra Australiano [https://www.awm.gov.au/collection/C01602/?image=2 C0162

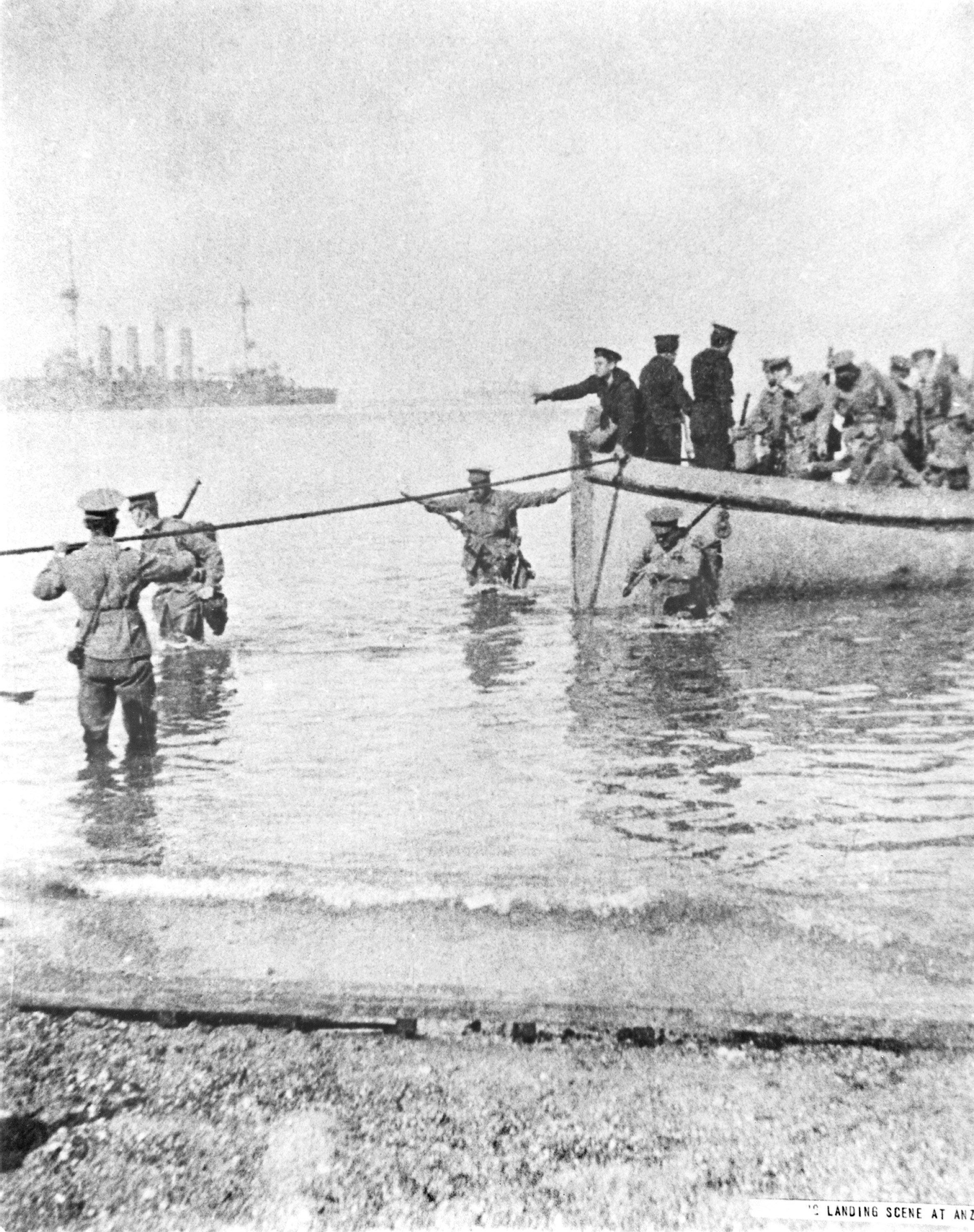
Tropas da segunda onda chegando em terra

O desembarque na enseada Anzac, no domingo, 25 de abril de 1915, também conhecido como o desembarque em Gaba Tepe, e para os turcos como a Batalha de Arıburnu, foi parte da invasão anfíbia da península de Galípoli pelas forças do Império Britânico, que começou a fase terrestre da Campanha de Galípoli da Primeira Guerra Mundial.
As tropas de assalto, principalmente do Corpo do Exército da Austrália e da Nova Zelândia (ANZAC), desembarcaram à noite no lado oeste (mar Egeu) da península. Eles foram colocados em terra uma milha (1,6 km) ao norte de sua praia de desembarque planejada. Na escuridão, as formações de assalto se misturaram, mas as tropas gradualmente fizeram seu caminho para o interior, sob crescente oposição dos defensores turcos otomanos. Não muito depois de desembarcar em terra, os planos do ANZAC foram descartados e as companhias e batalhões foram lançados na batalha aos poucos e receberam ordens variadas. Alguns avançaram para seus objetivos designados, enquanto outros foram desviados para outras áreas e receberam a ordem de cavar ao longo das linhas de cristas defensivas.
Embora não tenham conseguido atingir seus objetivos, ao anoitecer os ANZACs haviam formado uma cabeça de ponte, embora muito menor do que o planejado. Em alguns lugares, eles estavam agarrados às faces do penhasco sem nenhum sistema de defesa organizado. Sua posição precária convenceu os comandantes divisionais a pedirem uma evacuação, mas depois de ouvir o conselho da Marinha Real sobre como isso seria praticável, o comandante do exército decidiu que eles ficariam. O número exato de vítimas do dia não é conhecido. Os ANZACs haviam desembarcado duas divisões, mas mais de dois mil de seus homens foram mortos ou feridos, junto com pelo menos um número semelhante de baixas turcas.
Desde 1916, o aniversário dos desembarques em 25 de abril é comemorado como o Dia Anzac, tornando-se uma das datas comemorativas mais importantes para a Austrália e a Nova Zelândia. O aniversário também é comemorado na Turquia e no Reino Unido.